# Alloporus hamifer
Alloporus hamifer är en mångfotingart som beskrevs av Carl Graf Attems 1950. Alloporus hamifer ingår i släktet Alloporus och familjen Spirostreptidae. Inga underarter finns listade i Catalogue of Life.